# Nord 2200
Nord 2200 war ein französischer Abfangjäger.

## Geschichte
Schon kurz nach Ende des Zweiten Weltkrieges nahmen die staatlichen französischen Flugzeugwerke Société nationale de constructions aéronautiques du Nord (SNCAN) die Produktion wieder auf. Gleichzeitig wurden in den verschiedenen Werken zahlreiche neue Konstruktionen entwickelt, unter ihnen der Prototyp eines einsitzigen Strahljägers für den Trägereinsatz, dessen Entwicklung die französische Marine angeregt hatte.
Die als Nord 2200 bezeichnete Maschine – ein einstrahliger Tiefdecker mit Bugradfahrwerk und zentralem Lufteinlauf – war für den Abfangjagdeinsatz vorgesehen. Die gepfeilten Tragflächen mit Hochgeschwindigkeits-Laminarprofil besaßen zusätzlich Fowler-Klappen.
Der Prototyp startete am 19. Dezember 1949 zum Erstflug, allerdings wurden schon während der laufenden Flugerprobung bedeutende konstruktive Änderungen notwendig, unter anderem an den Servosystemen und an der Seitenflosse. Auch der Lufteinlauf wurde neu gestaltet und erhielt in einer über ihm angeordneten Lippe Radargeräte. So konnte die Flugerprobung erst im März 1952 abgeschlossen werden, wobei sich die Stabilitätsprobleme mit dem noch nicht vollständig erforschten Pfeilflügel als unlösbar erwiesen. Da inzwischen andere Trägerjagdflugzeuge verfügbar waren, stellte man die Entwicklung ein; die Pfeilflügel-Forschung wurde mit der Nord 1601 fortgesetzt.

## Technische Daten
| Kenngröße             | Daten                                   |
| --------------------- | --------------------------------------- |
| Besatzung             | 1                                       |
| Länge                 | 13,55 m                                 |
| Spannweite            | 12,10 m                                 |
| Höhe                  |                                         |
| Flügelfläche          | 31,60 m²                                |
| Flügelstreckung       |                                         |
| Pfeilung              | 24°                                     |
| Leermasse             | 4.820 kg                                |
| Startmasse            | 6.900 kg                                |
| Höchstgeschwindigkeit | 930 km/h                                |
| Steiggeschwindigkeit  | 23 m/s                                  |
| Dienstgipfelhöhe      | 12.000 m                                |
| Reichweite            |                                         |
| Triebwerke            | ein TL Hispano-Suiza Nene 101 (21,6 kN) |
| Bewaffnung            | drei 20-mm-Kanonen                      |